# 키무라 타츠나리
키무라 타츠나리(木村 達成, 1993년 12월 8일 - )는 일본의 배우이다. 도쿄도 출신. 알파 에이전시 소속. 신장은 180cm, 혈액형은 A형이다.

## 약력
- 2012년 10월 - 뮤지컬 《테니스의 왕자 2nd 시즌》의 카이도 카오루 역으로 데뷔. 이후 2017년까지 주로 2.5차원 무대에서 활동.
- 2018년 3월 - 뮤지컬 《라 카지 오 폴》의 장 미셸 역으로 대극장 뮤지컬 첫 출연.[2]
- 2019년 6월 - 뮤지컬 《엘리자벳》의 루돌프 역으로 제국극장 첫 공연.[3]
- 2020년 1월 - UTY와 계약을 종료하고 알파 에이전시로 이적.
- 2020년 4~7월 - 코로나19 여파로 출연 예정인 뮤지컬 《웨스트 사이드 스토리 Season 3》 및 첫 주연 예정인 뮤지컬 《4월은 너의 거짓말》 모든 공연 중지.[4][5] (※ 《4월은 너의 거짓말》은 2022년 5월, 2년만의 개막을 맞았다.[6])
- 2020년 9월 - 음악극 《은하철도의 밤 2020》의 조반니 역으로 연극 첫 도전[7] 및 첫 주연.
- 2020년 11월 - 뮤지컬 《프로듀서스》[8]에서 최초의 게이역에 도전하여 새로운 경지를 개척했다는 평을 받았다.[9]
- 2021년 4월 - 드라마 《청천을 찔러라》로 NHK 대하드라마 첫 출연.
- 2021년 9월 - 뮤지컬 《잭 더 리퍼》의 다니엘 역으로 뮤지컬 첫 주연.[10]
- 2021년 12월 - 'KIMURA TATSUNARI OFFICIAL FANCLUB' 개설.[주 1]
- 2022년 12월 - 데뷔 10주년을 맞아 첫 솔로 콘서트 개최.[11]

## 인물
- 2.5차원 뮤지컬 데뷔 후 최근에는 활동 영역을 다방면으로 넓혀가고 있다. 원래 뮤지컬을 좋아해서 해보고 싶은 마음이 강했다고 한다.[12]
- 배우를 목표로 한 계기는 장래를 상상했을 때 자신에게는 겉으로 드러나는 일이 더 맞지 않을까 생각했다고 밝혔다.[13] 야구를 희망해 입학한 도카이대학 부속 우라야스고등학교 1학년 때 예능 세계에의 도전을 결단.[14] 고등학교는 연예 활동이 금지됐기 때문에 워크숍에 다녔고 2012년, 도카이대학 경영학부 입학 후에 본격적으로 배우 활동을 시작.[14] 같은 해 10월, 젊은 배우의 등용문[15]이라고 불리는 뮤지컬 테니스의 왕자에 출연했다.[14]
- 취미는 해외여행, 스케이트보드.[16] 2021년 인터뷰에서는 드라이빙과 골프를 꼽았다.[17]
- 특기는 야구 외에 아크로바틱, 켄다마. 운동 신경이 타고난 편[18]으로, 50m 달리기에서 5.8초의 기록[19]을 낸 적이 있다.
- 싫어하는 것은 셀카로, 이것을 극복하기 위해 셀카 DVD를 제작한 에피소드가 있다.[20]
- 성격은 붙임성 있고 미워할 수 없는 응석받이[21]라고 카토 카즈키가 평했고, 코니시 료세이는 성실하면서도 파천황[22]이라는 인상을 말했다.

## 출연
※ 주연작은 배역명을 굵은 글씨로 표기.

### 무대
- 뮤지컬 《테니스의 왕자 2nd 시즌》 - 카이도 카오루 역 (연출: 이세키 요시코)
  - SEIGAKU Farewell Party (2012년 10월 11일 - 14일, TOKYO DOME CITY HALL)
  - 세이가쿠vs히가 (2012년 12월 20일 - 2013년 2월 17일, 일본청년관 외)
  - Dream Live 2013 (2013년 4월 27일-29일, 5월 3일-5일, 요코하마 아레나 외)
  - 전국대회 세이가쿠vs효테이 (2013년 7월 11일 - 9월 29일, TOKYO DOME CITY HALL 외)
  - 전국대회 세이가쿠vs시텐호지 (2013년 12월 19일 - 2014년 3월 2일, 일본청년관 외)
  - 봄의 대운동회 2014 (2014년 4월 26일, 요코하마 아레나 외)
  - 전국대회 세이가쿠vs릿카이 (2014년 7월 12일 - 9월 28일, TOKYO DOME CITY HALL 외)
  - Dream Live 2014 (2014년 11월 15일 - 24일, 사이타마 슈퍼 아레나 외)
- 라이브 스펙터클 《NARUTO》 - 야쿠시 카부토 역 (연출: 코다마 아키코)
  - 초연 (2015년 3월 21일 - 6월 7일, AiiA 2.5 Theater Tokyo 외)
  - 재연 (2016년 7월 30일 - 8월 28일, AiiA 2.5 Theater Tokyo 외)
- 하이퍼 프로젝션 연극 《하이큐!!》 - 카게야마 토비오 역 (연출: 워리 키노시타)
  - 초연 (2015년 11월 14일 - 12월 13일, AiiA 2.5 Theater Tokyo 외)
  - "정상의 경치" (2016년 4월 8일 - 5월 8일 ,AiiA 2.5 Theater Tokyo 외)
  - "카라스노, 부활!" (2016년 10월 28일 - 12월 4일, AiiA 2.5 Theater Tokyo 외)
  - "승자와 패자" (2017년 3월 24일 - 5월 7일, TOKYO DOME CITY HALL 외)
- 《새벽의 연화》 (연출: 마스모토 타쿠야, 2016년 3월 16일 - 21일, EX THEATER ROPPONGI) - 재하 역
- 뮤지컬 《라 카지 오 폴》 (연출: 야마다 카즈야, 2018년 3월 9일 - 31일, 일생극장 / 4월 7일・8일, 구루메 시티프라자 더 그랜드홀 / 4월 13일 - 15일, 시미즈 문화회관 마리나트 / 4월 20일 - 22일, 우메다 예술극장 메인 홀) - 장 미셸 역
- 낭독극 《나는 내일, 어제의 너와 만난다》 - 미나미야마 타카토시 역
  - 초연 (연출: 미우라 나오유키, 2018년 8월 25일・29일, 얼터네이티브 시어터)
  - 재연 (연출: 미우라 나오유키, 2019년 3월 14일, 얼터네이티브 시어터)
- 닛테레 개국 65년 기념 무대 《마계전생》 - 야규 마타쥬로 역
  - 초연 (연출: 츠츠미 유키히코, 2018년 10월 6일 - 28일, 하카타자 / 11월 3일 - 27일, 메이지자 / 12월 9일 - 14일, 우메다 예술극장 메인 홀)
  - 재연 《마계전생》 (연출: 츠츠미 유키히코, 2021년 4월 7일 - 4월 11일, 가리야시 종합 문화 센터/ 4월 16일 - 28일, 하카타자 / 5월 4일 - 28일, 메이지자 / 6월 2일 - 10일, 신 가부키극장)[주 2]
- 뮤지컬 《로미오와 줄리엣》 (연출: 코이케 슈이치로, 2019년 2월 23일 - 3월 10일, 도쿄 국제 포럼 홀C / 3월 22일 - 24일, 가리야시 종합 문화 센터 / 3월 30일 - 4월 14일, 우메다 예술극장 메인 홀) - 벤 볼리오 역[주 3]
- 뮤지컬 《엘리자벳》 (연출: 코이케 슈이치로, 2019년 6월 7일 - 8월 26일, 제국극장) - 루돌프 역[주 4]
- 낭독극 사랑을 읽다 vol.2 《도망치는 건 부끄럽지만 도움이 된다》 (연출: 미우라 나오유키, 2019년 10월 3일, 퓨릭 홀 도쿄) - 카자미 료타 역
- 뮤지컬 《팬텀》 (연출: 시로타 유, 2019년 11월 10일 - 12월 1일, TBS 아카사카 ACT 시어터 / 12월 7일 - 16일, 우메다 예술극장 메인 홀) - 필립 샹동 백작 역[주 5]
- 브로드웨이 뮤지컬 《웨스트 사이드 스토리 Season3》 (2020년 4월 1일 - 5월 31일, IHI 스테이지 어라운드 도쿄) - 리프 역[주 6][주 7]
- TOHO MUSICAL LAB. 《CALL》 (연출: 미우라 나오유키, 2020년 7월 11일, 시어터 크리에) - 히다리메 역   ※ 무관객 유료 중계만 (아카이브 시청 기간 2020년 7월 11일 - 13일 / 앵콜 중계　7월 31일 - 8월 2일)
- 리딩 드라마 PARCO 극장 오프닝 시리즈 《러브레터스》 ~30th Anniversary Special~ (연출: 후지타 슌타로, 2020년 8월 21일, PARCO 극장) - 앤디 역
- 음악극 《은하철도의 밤 2020》 (연출: 시라이 아키라, 2020년 9월 20일 - 10월 4일, KAAT 가나가와 예술극장 홀) - 조반니 역
- 뮤지컬 《프로듀서스》 (연출: 후쿠다 유이치, 2020년 11월 9일 - 12월 6일, 도큐 시어터 오브) - 카르멘 기어 역
- 뮤지컬 《The Last 5 Years》 (en:The Last Five Years) (연출: 코바야시 카오리, 2021년 6월 28일 - 7월 18일, 얼터너티브 극장 / 7월 22일 - 25일, 쿨 재팬 파크 TT 홀) - 제이미 역
- 뮤지컬 《잭 더 리퍼》 (연출: 시라이 아키라, 2021년 9월 9일 - 29일, 일생극장 / 10월 8일 - 10일, 페니체 SACAY 홀) - 다니엘 역[주 8]
- KERA CROSS 4 《SLAPSTICKS》 (연출: 미우라 나오유키, 2021년 12월 25일・26일, 시어터 센쥬 / 2022년 1월 8일 - 10일, 산케이홀 브리제 / 1월 14일 - 16일, 하카타자 / 1월 28일, NTK HALL 빌리지 홀 / 2월 3일 - 17일, 시어터 크리에) - 빌리 하록 역
- 뮤지컬 《4월은 너의 거짓말》
  - 2020년 공연 (2020년 7월, 도쿄 건물 Brillia HALL 외) - 아리마 코세이 역[주 9]
  - 2022년 공연 (연출: 우에다 잇코, 2022년 5월 7일 - 29일, 일생극장 / 6월 4일 - 5일, 타카사키 예술극장 대극장 / 6월 9일 - 12일, 미소노자 / 6월 16일 - 18일, 예술문화센터 KOBELCO 대홀 / 6월 25일 - 26일, 오버드 홀 / 7월 1일 - 3일, 하카타자 ※하카타자 중계 있음) - 아리마 코세이 역[주 10]
- 연극 《피의 혼례》 (연출: 스기하라 쿠니오, 2022년 9월 15일 - 10월 2일, 시어터 코쿤 / 10월 15일・16일, 우메다 예술극장 드라마 시티) - 레오나르도 역
- 연극 《관리인 / THE CARETAKER》 (en:The Caretaker) (연출: 오가와 에리코, 2022년 11월 18일 - 29일, 키노쿠니야 홀 / 12월 3일・4일, 효고현립 예술문화센터 한큐 중홀) - 믹 역
- 뮤지컬 《마틸다》 (프리뷰 공연: 2023년 3월 22일 - 3월 24일, 도쿄 공연: 2023년 3월 25일 - 5월 6일, 도큐 시어터 오브 / 5월 28일 - 6월 4일, 우메다 예술극장 메인 홀) - 미스 트런치불 교장 역[주 11]
- 연극 《신햄릿》 (연출: 고노헤 마리에, 2023년 6월 6일 - 6월 25일, PARCO 극장) - 햄릿 역
- 연극 《쓰릴 미》 (연출: 쿠리야마 타미야, 2023년 9월 7일 - 10월 3일, 도쿄 예술극장 씨어터 웨스트 / 10월 7일 - 9일, 산케이홀 브리제 / 10월 11일 - 12일, 캐널시티 극장 / 10월 21일 - 22일, 타카사키 예술극장 스튜디오 시어터 / 나고야 공연 있음) - 나 역[주 12]

### 영화
- 《바치아타리》 (2012년)
- 《차를 따르다》 (2022년 3월 25일 공개, 감독: 시노하라 테츠오) - 카와카미 테이지 역

### 텔레비전 드라마
- 드라마 〈겁쟁이 페달〉 (2016년 8월 26일 - 10월 7일, BS스카파!) - 이마이즈미 슌스케 역
- 드라마 〈겁쟁이 페달〉 Season2 (2017년 8월 18일 - 12월 22일, BS스카파!) - 이마이즈미 슌스케 역
- 〈엄청 뜨거운!! 양키사커부〉 전편 (2018년 9월 21일, TV 아사히)
- 〈드림팀〉 (2021년 2월 19일 5화 출연, NHK 종합 텔레비전) - 카와다 젠메이 역
- 〈아름다움의 나라〉 (2021년 4월 12일・19일, NHK 종합 텔레비전) - 네기 역
- 〈반경 5미터〉 (2021년 5월 7일 2화 출연, NHK 종합 텔레비전) - 레이지 역
- NHK 대하드라마 〈청천을 찔러라〉 (2021년 4월 25일, 5월 2일, 5월 9일(일) 11~13회 출연 NHK 종합 텔레비전) - 나카무라 산페이 역
- 〈졸업 타임 리미트〉 (2022년 4월 4일 - 5월 12일, NHK 종합 텔레비전) - 우베 와타루 역
- 〈올드 패션 컵케이크〉 (2022년 8월 16일 - 9월 20일, 후지테레비(관동로컬)) - 토가와 역[주 13]

### TV 방송
- 연극인은 밤마다 시모키타 거리에서 밤새운다... (BS스카파! 2016년 12월 14일 / 번외편 드라마 《겁쟁이페달》 SP)
- 2019 FNS가요제 제2밤 (후지 TV 2019년 12월 11일 뮤지컬 스페셜 메들리 《4월은 너의 거짓말》)
- 우리들의 뮤지컬 송 2020 제2밤 (WOWOW 프라임 2020년 7월 25일 / 《4월은 너의 거짓말》 넘버 피로)
- 후쿠다 유이치×이노우에 요시오 〈GREEN&BLACKS〉 #43・#44 (WOWOW 라이브 2020년 10월 28일・11월 25일 / 뮤지컬 《프로듀서스》 연습실 공개)
- 〈tkmk 키친〉 #3 키무라 타츠나리 (TV 온에어 선행 WOWOW 온디맨드 방송 2021년 1월 27일〜2023년 1월 31일 / WOWOW 프라임 2021년 2월 1일)
- 〈밤 바게트〉 심야의 종합 엔터테인먼트 정보 프로그램! (닛폰 테레비 2021년 2월 19일・2월 26일 / 무대 《마계전생》 코너)
- 후쿠다 유이치×이노우에 요시오 〈GREEN&BLACKS〉 #53 (WOWOW 프라임 2021년 8월 27일 / 뮤지컬 《잭 더 리퍼》 연습실 취재 및 토크)
- NTV 슷키리 (닛폰 테레비 2021년 8월 31일 / 'WE뉴스' 코너에서 뮤지컬 《잭 더 리퍼》 극중 노래 생방송 피로)
- 후쿠다 유이치×이노우에 요시오 〈GREEN&BLACKS〉 #54 (WOWOW 프라임 2021년 9월 24일 / 꿈의 뮤지컬 강좌 〈시크릿 세미나〉 코너)
- 〈1H 센스〉 #562 배우 키무라 타츠나리 (후지 TV CX 2021년 10월 17일)
- 후쿠다 유이치×이노우에 요시오 〈GREEN&BLACKS〉 #56・#57 (WOWOW 프라임 2021년 11월 26일・12월 24일 / 뮤지컬 토크 코너)
- 후쿠다 유이치×이노우에 요시오 〈GREEN&BLACKS〉 #58 (WOWOW 프라임 2022년 1월 28일 / 뮤직 쇼 코너 출연)
- 뮤직 페어 (후지 TV CX 2022년 4월 9일 《4월은 너의 거짓말》 넘버 가창)
- 프리미어의 소굴 (후지 TV CX 2022년 4월 10일 《4월은 너의 거짓말》 특집)
- 후쿠다 유이치×이노우에 요시오 〈GREEN&BLACKS〉 #61 (WOWOW 프라임 2022년 4월 29일 / 꿈의 뮤지컬 강좌 〈시크릿 세미나〉 테마 "2.5차원 미스터리의 비법" 코너)
- EXITV ~FOD의 신작·명작을 Pon! Pon! 보여줄게!!~ (후지 TV 6월 16일, 23일 《올드 패션 컵케이크》 인터뷰)
- 후쿠다 유이치×이노우에 요시오 〈GREEN&BLACKS〉 #67 (WOWOW 프라임 2022년 10월 28일 / 꿈의 뮤지컬 강좌 〈시크릿 세미나〉 테마 "16세 역의 비법" 코너)
- 키무라 타츠나리 10주년 콘서트 - Alphabet Knee Attack - (WOWOW 라이브 2023년 2월 18일 / 콘서트 중계 방송)

### 라디오 방송
- 이토 사이리의 saireek channel #69・#70 (2020년 9월 19일・10월 3일 / 게스트 출연)
- 이토 사이리의 saireek channel #89・#90 (2021년 6월 26일・7월 10일 / 뮤지컬 《Last 5 Years》 게스트 출연)
- Welcome To The Theater Radio! (FM 도쿄 2021년 12월 13일 / 연극 《SLAPSTICKS》 게스트 출연)
- Welcome To The Theater Radio! (FM 도쿄 2022년 9월 12일 / 연극 《피의 혼례》 게스트 출연)
- 키무라 타츠나리 10주년 기념 Radio (문화방송 2022년 12월 16일 / 퍼스널리티 출연)
- 키무라 타츠나리 Call the tune (AuDee 2023년 1월 7일부터 매주 토요일 밤 10시 방송 / 퍼스널리티 출연)

### WEB 방송
- 제74회 토니상 시상식 전날 프로그램 〈Welcome to 뮤지컬 라운지! 뮤지컬 작전회의〉 (2021년 9월 26일 / WOWOW 공식 YouTube채널)
- KK 채널 〈카토 카즈키의 후카보리 RADIO!!〉 (2021년 12월 27일 / 니코니코 생방송)
- 《잭 더 리퍼》 TV 방송기념 특별 보도 기획 〈출연자에게 20개의 질문을 해봤습니다 SP〉 (2022년 2월 25일 / WOWOW 공식 YouTube채널)
- 〈GREEN&BLACKS 공개 게네프로 2022〉 연출: 후쿠다 유이치, 2022년 3월 18일 유료 방송 / 2022년 5월 7일 WOWOW라이브 최초 방송)
- 〈올드 패션 컵케이크〉 (2022년 6월 13일부터 5부작, 전편 후지 TV 온디맨드 및 Rakuten TV에서 방송) - 토가와 역

### 콘서트
- Thanks Musical Concert 《A Gift For You》 (2022년 12월 27일 게스트 출연, 일생극장)
- 키무라 타츠나리 10주년 콘서트 - Alphabet Knee Attack - (2022년 12월 29일・30일, 퓨릭 홀 도쿄)
- COCOON PRODUCTION 2023 シブヤデマタアイマショウ (2023년 4월 1일・9일 게스트 출연, Bunkamura 시어터 코쿤)
- 키무라 타츠나리 콘서트 - Alphabet Knee Attack Vol.2 - (2023년 12월 8일, 마츠시타 IMP홀 / 2023년 12월 20일・21일, 퓨릭 홀 도쿄)

## 출판물

### 사진집
- paradox (2016년 12월 8일, 겐토샤) ISBN 978-4-3448-3820-8
- 木村達成 포토 컬렉션 (2021년 2월 26일, 겐토샤) ISBN 978-4-3448-4836-8
- 木村達成 포토＆인터뷰 (2022년 12월 27일, 겐토샤) ISBN 978-43448-5158-0

### DVD
- 개인 DVD (이전 소속사 UTY 제작)
  - 키무라 타츠나리가 날았다! ~비경으로의 여행~ (2015년 7월, 〈키무라 타츠나리가 날았다!〉 제작위원회)
  - 런치 타임 끝났습니다. (2016년 6월, 스파이스비주얼) - 사사키 유타 역
  - 키무라 타츠나리의 달성할 수 있을까? 에피소드1・2 (2018년 4월, 스파이스비주얼)
  - 런치 타임 끝났습니다. ~리필~ (2018년 12월, 스파이스비주얼) - 사사키 유타 역
  - 키무라 타츠나리 오피셜 DVD COLORS (2019년 3월, 스파이스비주얼)

- 출연작품 DVD・Blu-ray
  - 라이브 스펙터클 〈NARUTO〉 (2015년 8월, 애니플렉스)
  - 하이퍼 프로젝션 연극 〈하이큐!!〉 초연 (2016년 3월, 토호주식회사)
  - 하이퍼 프로젝션 연극 〈하이큐!!〉 Documentary of "정상의 경치" (2016년 9월, 토호)
  - 라이브 스펙터클 〈NARUTO〉 2016 (2016년 12월, 애니플렉스)
  - 드라마 《겁쟁이페달》 (2017년 1월, 마벨러스)
  - 하이퍼 프로젝션 연극 〈하이큐!!〉 "카라스노, 부활!" (2017년 4월, 토호)
  - 하이퍼 프로젝션 연극 〈하이큐!!〉 "승자와 패자"(2017년 9월, 토호)
  - 드라마 《겁쟁이페달Season2》 (2018년 2월, 토호)
  - 타와다 히데야・키무라 타츠나리 오데카케! in 가마쿠라 (2019년 3월, 호리프로)
  - 뮤지컬 《로미오와 줄리엣》 BLACK Version (2019년 8월, 우메다 예술 극장)
  - 뮤지컬 《팬텀》 BLACK Version (2020년 3월, 우메다 예술 극장)
  - 〈TOHO MUSICAL LAB.〉 Blu-ray (2020년 10월, 토호)
  - 〈올드 패션 컵케이크〉 Blu-rey＆DVD (2022년 9월, VAP)
  - KERA CROSS 제4탄 《SLAPSTICKS》 DVD (2023년 1월, CUBE)

### CD・참여 음반
- 뮤지컬 《4월은 너의 거짓말》 컨셉 앨범 (2020년 12월, 토호)
- 〈하늘 아래서〉 (영화 《차를 내리다》 주제곡 / 2022년 4월 스트리밍, Wonder Beat Records)

### 내용주
1. ↑  2021년 11월 말, 이전 소속사인 UTY가 운영하던 공식 사이트 겸 팬클럽 'Footloose' 폐쇄
2. ↑  2021년 재연은 코로나19 여파로 일부 공연(5/4~5/16) 중지, 오사카 공연은 6/5~6/6일 공연이 중지됐다.
3. ↑  미우라 료스케와 더블 캐스팅
4. ↑  쿄모토 타이가, 미우라 료스케와 트리플 캐스팅
5. ↑  히로세 유스케와 더블 캐스팅
6. ↑  코로나19 여파로 모든 공연 중지
7. ↑  카토 카즈키와 더블 캐스팅
8. ↑  오노 켄쇼와 더블 캐스팅
9. ↑  코로나19의 영향으로 모든 공연 중지. 대신 2020년 12월 컨셉 앨범, 비주얼 세트 출시 및 2022년 5월 메인 캐스트를 바꾸지 않고 공연할 것을 발표.
10. ↑  코세키 유타와 더블 캐스팅
11. ↑  오누키 유스케, 오노다 류노스케와 트리플 캐스팅
12. ↑  마에다 고키와 페어
13. ↑  타케다 코헤이와 더블 주연[23]

### 참조주
1. 1 2 3  일본 탤런트 명부. “키무라 타츠나리 프로필”. 2021년 3월 1일에 확인함.
2. ↑  “키무라 타츠나리 '조직에서 좋은 향신료가 되고 싶다' 2.5차원에서 그랜드 뮤지컬에 도전하다”. 《livedoor news》. 2020년 2월 8일에 확인함.
3. ↑  “키무라 타츠나리가 루돌프 역을 열연! 뮤지컬 《엘리자켓》 상연 중 오피셜 공연 이미지 UP”. 《스마트 보이즈》. 2022년 8월 31일에 원본 문서에서 보존된 문서. 2021년 2월 25일에 확인함.
4. ↑  “우라이 켄지, 카키자와 하야토 등 출연 《WSS》 Season 3, 모든 공연 중단 결정”. 《스테이지 나탈리》. 2020년 5월 8일. 2020년 9월 20일에 확인함.
5. ↑  “7월 도쿄 공연 및 전국투어 공연 중지 공지”. 《토호 공식 사이트 인포메이션》. 2020년 5월 15일. 2020년 12월 18일에 확인함.
6. ↑  “코세키 유타&키무라 타츠나리&이쿠타 에리카 원통한 공연 중지로부터 2년 '자, 여행을 떠나요'”. 《후지테레뷰!!》. 2022년 10월 13일에 원본 문서에서 보존된 문서. 2022년 5월 10일에 확인함.
7. ↑  “키무라 타츠나리 '자신이 성장해가기 위해서도 중요한 작품. 지금은 붕괴할 정도로 해도 좋을지 모른다' 음악극 《은하철도의 밤 2020》 인터뷰”. 《엔터테인먼트 특화 정보 미디어 스파이스》. 2020년 10월 1일에 확인함.
8. ↑  “이노우에 요시오, 요시자와 료, 오노 타쿠로 등 출연, 후쿠다 유이치 연출로 토니상 12개 부문 수상의 대히트 뮤지컬 《프로듀서스》를 상연”. 《엔터테인먼트 특화 정보 미디어 스파이스》. 2020년 2월 28일에 확인함.
9. ↑  “후쿠다 유이치 연출로 태어난 익사이팅!! 브로드웨이 뮤지컬 《프로듀서스》 오늘 개막! 」”. 《Astage》. 2020년 12월 18일에 확인함.
10. ↑  “키무라 타츠나리&오노 켄쇼 등 출연, 시라이 아키라 연출로 뮤지컬 《잭 더 리퍼》 일본판 상연”. 2021년 11월 23일에 확인함.
11. ↑  “키무라 타츠나리, 솔로 콘서트의 타이틀 비주얼 해금 게스트는 카토 카즈키, 카키자와 하야토, MC에 카와쿠보 타쿠지가 결정”. 《엔터테인먼트 특화 정보 미디어 스파이스》. 2022년 10월 13일에 확인함.
12. ↑  “지금 체크해야 할 배우 키무라 타츠나리, 드라마 〈겁쟁이 페달〉의 무대 뒤를 말하다.”. 《주간여성 PRIME》. 2017년 8월 16일. 2017년 8월 22일에 확인함.
13. ↑  “주위의 평가는 '위험한 녀석'!? 뮤지컬계의 샛별 키무라 타츠나리의 본모습”. 《Yahoo! 뉴스》. 2021년 3월 10일. 2021년 3월 11일에 확인함.[깨진 링크(과거 내용 찾기)]
14. 1 2 3  언제든지 자유롭게 인생을 즐긴다. 키무라 타츠나리의 성장에 빼놓을 수 없는, 몇가지 졸업과 눈물 livedoor NEWS 2020/7/15 특집 [배우의 원점 #7] (2020년 7월 22일 열람)
15. ↑  “뮤지컬 《테니스의 왕자》 15년 공연 계속 되는 이유”. 《NIKKEI STYLE》. 2018년 12월 4일. 2021년 2월 8일에 확인함.
16. ↑  일본 탤런트 명부. “키무라 타츠나리 프로필”. 2021년 3월 1일에 확인함.
17. ↑  “【눈호강♡남자】 키무라 타츠나리 뮤지컬계에서 약진 중 "자신의 '칼날'을 항상 갈고 싶다"”. 《후지테레뷰!!》. 2021년 9월 9일. 2021년 10월 20일에 원본 문서에서 보존된 문서. 2021년 10월 16일에 확인함.
18. ↑  “키무라 타츠나리 첫 사진집 〈paradox〉 발매 기념 이벤트 레포트 Part② '스포츠에 사랑받은 남자! 에!'」”. 《스마트 보이즈》. 2017년 3월 24일. 2021년 5월 31일에 확인함. [깨진 링크(과거 내용 찾기)]
19. ↑  “밤 바게트 (2021년 2월 20일 방송 닛폰 TV)”. 《TVでた蔵》. 2021년 2월 20일. 2022년 11월 13일에 원본 문서에서 보존된 문서. 2021년 5월 31일에 확인함.
20. ↑  “키무라 타츠나리, 싫어하는 셀카를 극복!? DVD 〈키무라 타츠나리의 달성할 수 있을까?〉 발매 이벤트 리포트! 단독 인터뷰도 UP!”. 《스마트 보이즈》. 2018년 6월 8일. 2020년 2월 8일에 확인함.[깨진 링크(과거 내용 찾기)]
21. ↑  “카토 카즈키×키무라 타츠나리 인터뷰 "서로 도와 갈 수 밖에 없다" 명작 《웨스트 사이드 스토리》 리프 역으로 경연”. 《엔터테인먼트 특화 정보 미디어 스파이스》. 2020년 3월 4일. 2021년 7월 26일에 확인함.
22. ↑  “주연·키무라 타츠나리 "배우가 살아있는 증거를 받아" 사쿠라이 레이카·코니시 료세이 등 출연, KERA CROSS 제 4탄 《SLAPSTICKS》 시어터 크리에 공연이 개막! 무대 사진&캐스트의 있는 그대로의 모습이 가득한 둘러보기 상세 리포트를 UP”. 《스마트 보이즈》. 2022년 2월 3일. 2022년 4월 17일에 확인함.[깨진 링크(과거 내용 찾기)]
23. ↑  “BL 드라마 〈올드 패션 컵케이크〉 FOD 스트리밍 스타트”. 《산케이 신문》. 2022년 10월 14일에 확인함.